# Авиация общего назначения
Авиа́ция о́бщего назначе́ния (сокр. АОН) — один из трех видов гражданской авиации в России.
И в России, и в мире в целом, термин «авиация общего назначения» часто неверно истолковывается в обществе (непрофессионалами в авиации, политиками, средствами массовой информации и т. д.) как «авиация в целом», применяемая везде, где потребуется.
В России авиация общего назначения относится к гражданской авиации. Согласно Воздушному кодексу Российской Федерации, эксплуатанты авиации общего назначения не могут осуществлять коммерческие воздушные перевозки (пассажирские рейсы, перевозка грузов и почты) и выполнять авиационные работы (авиационно-химические, лесоавиационные, строительно-монтажные, погрузочно-разгрузочные и иные).
Выдержка из Воздушного кодекса Российской Федерации от 19.03.1997 № 60-ФЗ (ред. от 08.06.2020).
Глава III, Статья 21. Гражданская авиация
1. Авиация, используемая в целях обеспечения потребностей граждан и экономики, относится к гражданской авиации.
2. Утратил силу. — Федеральный закон от 21.07.2014 N 253-ФЗ.

3. Гражданская авиация, не используемая для осуществления коммерческих воздушных перевозок и выполнения авиационных работ, относится к авиации общего назначения.
В России авиация общего назначения охватывает полёты на любых воздушных судах, начиная от планеров, дельтапланов, парапланов и автожиров, заканчивая маломестными (не более 19-25) турбовинтовыми и реактивными самолётами, так называемыми «бизнес-джетами». Полёты в целях авиации общего назначения (АОН) должны осуществляться в соответствии с требованиями Федеральных авиационных правил.
Для законных полётов в АОН человек должен успешно пройти обучение в сертифицированном Федеральным агентством воздушного транспорта (Росавиация) авиационном учебном центре (АУЦ) и получить свидетельство частного пилота (Private pilot license / PPL).

В Соединённых Штатах Америки, Европейском Союзе, Великобритании и других странах, являющихся членами Международной организации гражданской авиации (сокр. — ИКАО, англ. — ICAO), к понятию «general aviation» (от англ. — общая авиация) относят любые полёты в гражданской авиации, за исключением коммерческих воздушных перевозок, выполняемых по расписанию. Деловую авиацию, авиатуризм (в том числе авиаэкскурсии), полёты в личных целях, облёт газонефтепроводов, сельскохозяйственную авиацию, санитарную авиацию, спортивную авиацию, авиалесопатруль и другие виды авиационных работ, а также деятельность авиационных учебных центров и чартерные рейсы включают в собирательно понятие «general aviation», о чём свидетельствуют материалы авиационных администраций и объединений, к примеру, статистический отчет за 2020 г. Департамента Федерального правительства Австралии, отвечающий за реализацию государственной политики и программ Австралии в области инфраструктуры, транспорта, регионального развития, коммуникаций, культуры и искусства и материалы Ассоциации пилотов и владельцев воздушных судов США (англ. — Aircraft Owners and Pilots Association). Прямое сравнение показателей только авиации общего назначения (АОН) в России и «general aviation» в других странах является некорректным, так как для объективного анализа качественных, количественных и экономических показателей России с другими государствами к АОН необходимо добавить, как минимум, отрасль авиационных работ и АУЦ, в соответствии с классификацией «general aviation» в ИКАО для целей статистики. 
Конвенция о международной гражданской авиации
Приложение 1, п. 2.3.2.1

При условии соблюдения требований, указанных в пп. 1.2.5, 1.2.6, 1.2.7.1, 1.2.9 и 2.1, свидетельство пилота-любителя (частного пилота) даёт право выполнять функции, но не за плату, командира или второго пилота воздушного судна соответствующего типа, не выполняющего полёты с целью получения доходов
Членство Российской Федерации в Международной организации гражданской авиации позволяет частным пилотам из России летать в другие страны-участницы ИКАО по единым международным правилам, и наоборот, что в значительной мере упрощает передвижение людей в личных (некоммерческих) целях. СССР присоединился к Чикагской Конвенции в ноябре 1970 г. при активном участии министра гражданской авиации СССР Б. П. Бугаева. Спустя ещё 21 год Российская Федерация была признана правопреемником СССР в ИКАО со времени присоединения СССР к Чикагской Конвенции. Таким образом, история членства Российской Федерации в ИКАО ведётся, начиная с вступления Советского Союза в ИКАО в 1970 г.
Стоит отметить, что требования ИКАО и российское воздушное законодательство не запрещают частным пилотам и эксплуатантам АОН передвигаться по стране (деловая авиация, туристические полёты), осуществлять авиационные работы (авиационно-химические работы, патрулирование, аэрофотосъемка и т. д.), принимать участие в авиационных мероприятиях (буксировка рекламных баннеров, спортивная авиация) и тому подобные активности, если они осуществляются в личных целях, то есть не за плату.

## Развитие АОН в России и «general aviation» в мире: история и современность
В США, Канаде, Бразилии и Европейском Союзе производство воздушных судов для «general aviation» в совокупности превышает по стоимости производство военных самолётов. По состоянию на 2013 год по всему миру эксплуатировалось более 360 000 воздушных судов «general aviation». Экономический вклад «general aviation» в ВВП США составляет 90 % по сравнению с 10 %, получаемыми от регулярного коммерческого воздушного транспорта. В США деятельность «general aviation» даёт более 1 % ВВП страны (185 млрд долл.). Поступления в бюджеты таких стан как США, Канада, европейские государства, Бразилия, Австралия от деятельности «general aviation» превышают бюджеты крупных авиастроительных компаний. Так, по исследованию PricewaterhouseCoopers, в 2015 бюджет США был пополнен за счёт прямых и косвенных поступлений от «general aviation» на 150 млрд долл., что втрое превышает доходы фирмы Boeing. В США «general aviation» даёт работу 1,2 млн человек (напрямую и косвенно, через смежный бизнес). Воздушными судами «general aviation» США ежегодно перевозятся 170 млн человек. В Великобритании «general aviation» напрямую создаёт 38 000 рабочих мест, а общий вклад оценивается в 1,7 млрд фунтов.
По данным Федерального управления гражданской авиации США на 2018 г. в США зарегистрировано 211 749 воздушных судов «general aviation», в России воздушных судов авиации общего назначения насчитывается около 2000.
Из 13 500 аэродромов в США непосредственно к «general aviation» относятся 6000 аэродромов. В связи с невозможностью  прямого сравнения «general aviation» и АОН России некорректно брать в расчет только аэропорты из реестра ФАВТ (чуть больше 200 аэродромов (всех типов)), Так в базе аэродромов АОПА-Россия насчитывается 1306 действующих аэродромов, доступных для осуществления полетов, из которых 597 - с искусственным покрытием. 
За период 2000—2012 в РФ произведено менее 300 ВС АОН со взлётной массой в диапазоне 750-5700 кг, почти все из них сделаны для внутреннего рынка страны ввиду неконкурентоспособных летно-технических характеристик (ЛТХ). Собственных производств двигателей для легкомоторных самолётов в России нет. В США ежегодно только на экспорт поставляются около 1000 ВС «general aviation» общей стоимостью 4,8 млрд долл.
В США действует почти 1200 авиационных учебных центров и 106 000 сертифицированных пилотов-инструкторов, которые несут персональную ответственность за обучаемых. Основное количество пилотов проходит первоначальную подготовку вне рамок учебных организаций и без утверждённых программ обучения — в порядке индивидуальной подготовки. Чтобы запустить свою авиашколу в Европейском союзе или США требуется минимальный пакет документов (договор о техобслуживании, сертификат лётной годности воздушного судна, страховка, программа обучения, лицензия инструктора и регистрация организации в налоговом органе). Иметь в собственности земельный участок или самолёты необязательно — допускается аренда. В Европе с сентября 2018 г. можно запустить авиашколу простым уведомлением, без каких-либо согласований и разрешений. Регуляторы отрасли в Европейском союзе (EASA) и США (FAA) делают упор на то, что курсант обладает достаточными знаниями и навыками (вне зависимости от того, в какой форме и последовательности они получены) для сдачи официального теоретического и практического экзамена. В США обучение иностранных студентов составляет 1/3 от их общего числа — 149 тыс. человек за 2017. В России действуют около 15 АУЦ, осуществляющих первоначальную подготовку и/или переучивание на тип частных пилотов. Для открытия АУЦ в РФ требуется зарегистрировать юридическое лицо, получить лицензию Минобрнауки России на образовательную деятельность и сертифицировать АУЦ в Росавиации. Иметь в собственности земельный участок, помещение под учебный класс и самолёты необязательно — допускается аренда.

## Статистика авиации общего назначения в России и «general aviation» в мире
Количество воздушных судов «general aviation» (зарубежные страны) и авиации общего назначения (РФ) за 2015—2018 годы.
- США — 213,905 (1 на 1,500 человек населения и 46 км². площади страны)[22]
- Канада — 36,558 (1 на 1,000 человек населения и 273 км². площади страны)
- Бразилия — 24,256 (1 на 8,700 человек населения и 350 км². площади страны)
- Франция — 23,531 (1 на 2,800 человек населения и 27 км². площади страны)
- Германия — 20,965 (1 на 3,900 человек населения и 17 км². площади страны)
- Великобритания — 20,028 (1 на 3,300 человек населения и 12 км². площади страны)
- Австралия — 15,424 (1 на 1,600 человек населения и 499 км². площади страны)
- Чехия — 14,996 (1 на 700 человек населения и 5 км². площади страны)
- Испания — 6,738 (1 на 6,900 человек населения и 75 км². площади страны)
- Южно-Африканская Республика — 6,100 (1 на 9,400 человек населения и 200 км² площади страны)
- Голландия — 3,511 (1 на 4,900 человек населения и 12 км². площади страны)
- Бельгия — 3,429 (1 на 3,300 человек населения и 9 км². площади страны)
- Россия — 2,300 (1 на 70,200 человек населения и 8,500 км². площади страны). Общий парк ВС на 2017 (включая большие ВС от 20 мест), имеющих действующий сертификат лётной годности — 3,870[23]

Количество аэродромов в России и в мире (2020)
- США — 19,600 (1 на 500 км². площади страны)[24]
- Канада — 6,000 (1 на 1,660 км². площади страны)[25]
- Австралия — 2,020 (1 на 3,800 км². площади страны)[26]
- Великобритания — 975 (1 на 250 км². площади страны)[27]
- Германия — 700 (1 на 510 км². площади страны)[28]
- Франция — 630 (1 на 1,000 км². площади страны)[29]
- Южно-Африканская Республика — 288 (1 на 4,200 км². площади страны)
- Чехия — 270 (1 на 290 км². площади страны)[30]
- Россия — 1 306 (1 на 13,085 км². площади страны)[15]

Количество частных пилотов (Private pilot license/ PPL)
- США (2017) — выдано за год 30,300 / Всего 184,500 (1 на 1,800 человек населения)[31]
- Великобритания (2016) — выдано за год 4,100 / Всего 29,900 (1 на 2,200 человек населения)[32]
- Германия (2017) — выдано за год 6,200 / Всего 89,000 (1 на 930 человек населения)[33]
- Франция (2017) — выдано за год 3,700 / Всего 41,200 (1 на 1,600 человек населения)[34]
- Южно-Африканская Республика (2017) — Всего 9,600 (1 на 5,700 человек населения)[35]
- Россия (2017) — выдано за год 340, включая 180 в частных АУЦ / Всего выдано 4,200 из них действующих ~2,500.

## Объединения АОН в России
В России действует объединение пилотов АОН — АОПА-Россия.
В 2018 году АОПА-Россия опубликовала список пунктов в программе по развитию АОН в РФ :
- упрощение процедуры утверждения программ подготовки и получения сертификата авиационного учебного центра (АУЦ), делая её максимально прозрачной;
- вывести государственные авиационные учебные заведения из под ведения органа, занимающегося сертификацией АУЦ с целью исключения коррупции;
- субсидирование процентных ставок по кредитам на открытие АУЦ и лизинговых платежей на ВС АУЦ. Возвращение подготовки коммерческих пилотов в частные организации и предоставление кредитов со сниженной процентной ставкой для обучающихся по программе CPL (коммерческий пилот);
- субсидирование процентных ставок по кредитам на строительство/модернизацию аэродромов и посадочных площадок;
- разработка и утверждений упрощённого порядка сертификации типа воздушного судна малой авиации (в том числе признание сертификатов типа EASA/FAA и разработка упрощённой процедуры сертификации сверхлёгких воздушных судов (ВС));
- разработка и утверждение требований к аэродромам и посадочным площадкам (в том числе упрощение открытия временных посадочных площадок для сельхозавиации);
- разработка и утверждение упрощённого порядка получения лицензии на проведение технического обслуживания (ТО) для ВС малой авиации, разрешающей производить ТО для группы типов ВС, а также требований к сертификации деталей и компонентов, позволяющих использовать их от альтернативных поставщиков;
- разработка и утверждений упрощённых требований для получения и продления сертификата лётной годности (СЛГ) как для типовых воздушных судов, так и единичных экземпляров;
- разработка и утверждений изменений в Воздушный кодекс РФ в части требований к организации работы предприятий, сертификации ВС, требований к аэродромам, организации ТО и получения СЛГ;
- определение налога на земельные участки, принадлежащие к категории аэродромного хозяйства авиации общего назначения в размере 0,5 % кадастровой стоимости;
- пересмотр процесса формирования итоговой суммы транспортного налога на ВС общего назначения до 50 руб. за каждую лошадиную силу;
- бесплатное предоставление данных для предполётного брифинга и метеоинформации всем заинтересованным лицам, повышение качества информирование от Госкорпорации по ОрВД и Росгидромета для авиации общего назначения. Ликвидация уведомительного порядка полётов к воздушном пространстве класса G.